# Okaton (Dakota del Sur)
Okaton es un lugar designado por el censo ubicado en el condado de Jones en el estado estadounidense de Dakota del Sur. En el Censo de 2010 tenía una población de 36 habitantes y una densidad poblacional de 0,47 personas por km².

## Geografía
Okaton se encuentra ubicado en las coordenadas 43°51′8″N 100°52′53″O / 43.85222, -100.88139. Según la Oficina del Censo de los Estados Unidos, Okaton tiene una superficie total de 77.17 km², de la cual 77.09 km² corresponden a tierra firme y (0.1%) 0.08 km² es agua.

## Demografía
Según el censo de 2010, había 36 personas residiendo en Okaton. La densidad de población era de 0,47 hab./km². De los 36 habitantes, Okaton estaba compuesto por el 100% blancos, el 0% eran afroamericanos, el 0% eran amerindios, el 0% eran asiáticos, el 0% eran isleños del Pacífico, el 0% eran de otras razas y el 0% pertenecían a dos o más razas. Del total de la población el 0% eran hispanos o latinos de cualquier raza.